# Tigers Blood
Tigers Blood é o sexto álbum de estúdio do projeto Waxahatchee, da cantora e compositora estadunidense Katie Crutchfield, lançado em 22 de março de 2024 através da Anti-. Ele foi precedido pelo lançamento de três singles, "Right Back to It", "Bored" e "365". O álbum foi aclamado pela crítica e rendeu a Waxahatchee sua primeira nomeação a um Grammy Award, na categoria de Melhor Álbum de Americana, na premiação de 2025.

## Antecedentes e gravação
Após o lançamento de Saint Cloud (2020), que representou "uma mudança óbvia" na sonoridade da cantora, Crutchfield e seu produtor Brad Cook não tinham a certeza de como criar uma continuação do álbum devido à ampla recepção positiva. A cantora começou a escrever o material para o álbum durante um período frutífero de criatividade, enquanto estava em turnê na parte final de 2022. A faixa "365", com uma proeminente "sonoridade pop e produção pop", foi criada durante as primeiras sessões de gravação no Sonic Ranch, no Texas. Mais tarde, o musicista MJ Lenderman foi convidado pela dupla e acabou tocando guitarra elétrica em todas as faixas. Sua participação em "Right Back to It" foi "um grande momento decisivo" para Crutchfield e Cook. Outros colaboradores incluíram Spencer Tweedy e Phil Cook.
Crutchfield revelou que Tigers Blood surgiu "muito mais facilmente" em comparação com Saint Cloud, já que ela se sentia em paz consigo mesmo. Após uma entrevista com a cantora, Andy Cush, da Pitchfork, opinou que Crutchfield "melhorou" na composição, e que o álbum era mais parecido com os seus trabalhos mais antigos. Tigers Blood inclui histórias de "brigas noturnas com entes queridos, amizades desgastadas demais para consertar e homenagens a um passado idílico". Waxahatchee embarcou em uma turnê pela América do Norte para promover o álbum de abril a agosto de 2024.

## Singles
O anúncio do álbum, em 9 de janeiro de 2024, também foi marcado pelo lançamento do primeiro single, "Right Back to It". Com a faixa, Crutchfield expressou seu desejo de escrever canções de amor que sejam "corajosas, e não românticas" e de sempre encontrar o caminho de volta "para uma novidade ou intimidade" com a mesma pessoa. O segundo single, "Bored", lançado em 13 de fevereiro, é uma faixa "animada" com um "toque country". Crutchfield escreveu a canção a partir de um sentimento de raiva autêntico, mas desafiador. O terceiro e último single do álbum foi "365", uma canção "sobre codependência em termos de toxicodependência e relacionamentos com toxicodependentes", lançada em 12 de março de 2024.

## Recepção
| Críticas profissionais | Críticas profissionais |
| Pontuações agregadas   | Pontuações agregadas   |
| Fonte                  | Avaliação              |
| ---------------------- | ---------------------- |
| AnyDecentMusic?        | 8.5/10                 |
| Metacritic             | 89/100                 |
| Avaliações da crítica  |                        |
| Fonte                  | Avaliação              |
| AllMusic               | [ 11 ]                 |
| DIY                    | [ 12 ]                 |
| NME                    | [ 13 ]                 |
| The Observer           | [ 14 ]                 |
| Paste                  | 9.3/10                 |
| Pitchfork              | 8.8/10                 |
| The Line of Best Fit   | 9/10                   |
| The Skinny             | [ 18 ]                 |

De acordo com o agregador de críticas Metacritic, Tigers Blood recebeu "aclamação universal" com base em uma pontuação média ponderada de 89 de 100, a partir de 26 avaliações de críticos. Os editores do agregador de críticas AnyDecentMusic? deram ao álbum uma nota 8.5 de 10, com base em 21 pontuações de críticos.
Ao analisar o álbum para a AllMusic, o jornalista Stephen Thomas Erlewine escreveu: "Há algo de estimulante no calor que Crutchfield cria em Tigers Blood, especialmente na forma como ele emana tanto das performances quanto das canções," e o chamou de "a mais rara das coisas: um álbum que parece familiar em sua superfície e idiossincrático em seus detalhes." A Pitchfork concedeu a Tigers Blood a designação de "Melhor Novo Álbum", escrevendo que a "composição deslumbrante e penetrante de Crutchfield está em perfeita sintonia com a banda que a acompanha."
Para o The Observer, o escritor e editor Damien Morris observou sua "precisão e ampla relacionabilidade", com seus vocais "equilibrados e precisos - o melhor de sua carreira, acariciando letras poéticas extravagantes." Escrevendo para o The Line of Best Fit, John Amen concluiu: "Embora Saint Cloud represente, sem dúvida, o ápice da habilidade de Crutchfield com refrões, Tigers Blood apresenta melodias esculpidas de forma impecável, bem como vocais mais notavelmente complexos e letras que exploram mais profundamente a condição humana. Com Tigers Blood, Crutchfield continua a aperfeiçoar sua composição e a elevar o gênero Americana – afirmando uma visão panorâmica, irradiando sabedoria."

### Listas de fim de ano
| Publicação  | Lista                      | #  | Ref.   |
| ----------- | -------------------------- | -- | ------ |
| Consequence | 50 Melhores Álbuns de 2024 | 3  | [ 19 ] |
| Exclaim!    | 50 Melhores Álbuns de 2024 | 3  | [ 20 ] |
| MOJO        | 75 Melhores Álbuns de 2024 | 30 | [ 21 ] |
| Pitchfork   | 50 Melhores Álbuns de 2024 | 6  | [ 22 ] |
| Uncut       | 80 Melhores Álbuns de 2024 | 10 | [ 23 ] |

## Alinhamento de faixas
Todas as faixas foram escritas por Katie Crutchfield e produzidas por Brad Cook.
| N.º            | Título                                  | Duração |  |
| 1.             | "3 Sisters"                             | 4:10    |  |
| 2.             | "Evil Spawn"                            | 3:12    |  |
| 3.             | "Ice Cold"                              | 3:30    |  |
| 4.             | "Right Back to It" (part. MJ Lenderman) | 4:33    |  |
| 5.             | "Burns Out at Midnight"                 | 3:04    |  |
| 6.             | "Bored"                                 | 2:55    |  |
| 7.             | "Lone Star Lake"                        | 3:16    |  |
| 8.             | "Crimes of the Heart"                   | 3:04    |  |
| 9.             | "Crowbar"                               | 4:01    |  |
| 10.            | "365"                                   | 3:07    |  |
| 11.            | "The Wolves"                            | 3:58    |  |
| 12.            | "Tigers Blood"                          | 3:56    |  |
| Duração total: | Duração total:                          | 42:46   |  |

## Créditos
Musicistas
- Katie Crutchfield – vocais, guitarra acústica (faixas 1–9, 12), harmonia (2)
- Brad Cook – baixo (faixas 1–9, 11, 12), sintetizador (1), guitarra barítono acústica (10), vocais de apoio (12)
- Phil Cook – piano (faixas 1–3, 5, 6, 11), órgão (1, 2, 6–10), guitarra Dobro (1, 5, 11), banjo (3, 4, 7, 8, 12), harmônica (5), marimba (7), acordeão (9), vocais de apoio e slide guitar (12)
- Spencer Tweedy – bateria e percussão (faixas 1–9, 11, 12), Mellotron (1), harmonia (5), pratos (10), vocais de apoio (12)
- MJ Lenderman – guitarra elétrica, harmonia (faixas 2, 4, 5, 12), guitarra barítono acústica (5), guitarra acústica (10), vocais de apoio (12)
- Nick Bockrath – pedal steel (faixa 6)
- Natalia Chernitsky – vocais de apoio (faixa 12)

Técnicos
- Brad Cook – produção, engenharia (faixa 6)
- Emily Lazar – masterização
- Jerry Ordonez – mixagem, engenharia
- Mario Ramirez – engenharia (faixa 6)
- Natalia Chernitsky – assistência de engenharia

## Tabelas musicais
| Tabela (2024)                               | Melhor posição |
| ------------------------------------------- | -------------- |
| Austrália – Álbuns Country (ARIA)           | 14             |
| Bélgica – Álbuns (Ultratop Flandres)        | 101            |
| Escócia – Álbuns (OCC)                      | 7              |
| Estados Unidos – Billboard 200              | 146            |
| Estados Unidos – Álbuns Indie (Billboard)   | 27             |
| França – Álbuns Físicos (SNEP)              | 172            |
| Nova Zelândia – Álbuns (RMNZ)               | 35             |
| Reino Unido – Álbuns (OCC)                  | 38             |
| Reino Unido – Álbuns Indie (OCC)            | 4              |
| Suécia – Álbuns Físicos (Sverigetopplistan) | 7              |